# 라사나 디아라
라사나 디아라(프랑스어: Lassana Diarra, 1985년 3월 10일, 파리 ~ )는 줄여서 라스(프랑스어: Lass) 라는 별칭으로도 알려진 프랑스의 전 축구 선수로, 그가 주로 배치되는 자리는 수비형 미드필더이지만, 더 전방에 배치될 수도 있으며, 우측 수비수로도 기용 가능했는데, 그는 이 임무를 이전에 첼시나 프랑스 국가대표팀에서 수행하기도 했다.

## 초기 경력
디아라는 유년 시절 여러 구단으로부터 거절을 당했다. 그는 낭트에 입단하였지만 그는 성공하기에 "작고 가벼워 보인다"고 판단되었는데, 그의 현재 신체 크기는 1.70미터에 58킬로그램이다. 디아라는 그때 "축구 경력이 끝나는줄 알았다"고 생각했다. 그의 다음 정착지는 르 망이었지만, 디아라는 구단 관계자들이 그에게 "관심조차 주지 않는다"고 주장하였다.

## 클럽 경력

### 르 아브르

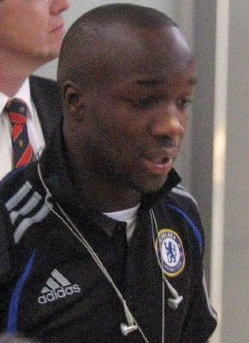
첼시의 디아라

디아라는 전 리그 1에 속했던 구단인 르 아브르에 입단해서 본격적으로 축구를 시작했다. 수비형 미드필더 역할을 훌륭히 수행함으로서 그는 명성을 쌓아가기 시작했고, 인상적인 활약에 힘입어 프랑스 U-21 국가대표팀에 차출되기도 했다. 그의 활약상은 타 구단들의 관심을 샀고, 첼시가 가장 유력한 행선지로 지목되었다. 첼시의 클로드 마켈렐레가 노쇠하기 시작하면서, 첼시의 스카우터는 "차세대 마켈렐레"로 디아라를 지목하고 2005년 7월에 £1M의 가격에 그를 영입했다.

### 첼시
디아라는 2005-06 시즌에 첼시의 1군에 합류했지만, 1군 경기에 그다지 많이 출전하지 못했다. 그의 데뷔전은 2005년 10월, 4-0으로 이긴 베티스와의 UEFA 챔피언스리그 경기로, 그는 막판에 교체로 출전했다. 클로드 마켈렐레의 견습생으로서, 그는 허더스필드 타운과의 FA컵 3라운드 경기에서 훌륭한 활약을 펼쳤고, 감독, 동료, 그리고 언론들로부터 찬사를 받았다. 그는 2006년 2월 5일, 2-0으로 이긴 리버풀과의 경기에서 마켈렐레와 교체되어 리그 신고식을 치렀다. 그는 첼시 1군과는 좀 거리가 있는 선수였는데, 첼시가 블랙번 로버스와 뉴캐슬 유나이티드와 치른 막판 2연전에서 주제 모리뉴 감독이 선수단을 바꾸어 가며 출전시킨 덕에 90분을 소화할 수 있었다. 그에 따라 디아라는 리그 경기에 3번 출전해 프리미어리그 2005-06 우승을 경험했다. 디아라는 2005-06 시즌, 첼시 올해의 신인 선수로 선정되었다.
2006-07 시즌, 첼시의 수비진이 부상으로 대거 빠지면서, 그는 우측 수비수로 출전하곤 했다. 그는 블랙번 로버스, 찰튼 애슬레틱, 그리고 미들스브러와의 경기에서 90분을 소화하며 나름 성공을 거두기도 했다. 그는 밀레니엄 경기장에서 열린 아스널과의 풋볼 리그 컵 결승전에 선발로 출전에 우승에 일조했다. 그는 맨체스터 유나이티드와의 2007 FA컵 결승전에서 우승할 당시 첼시의 후보 선수로 대기했다. 7월 29일, 언론의 보도에 따르면 그가 1군 출전 경험을 목적으로 아스널에 이적하려 한다고 보도되었다. 그에도 불구하고, 그는 첼시의 2007 FA 커뮤니티 실드 경기에 출전했다. 그의 계약은 2008년 1월에 만료될 예정이었고, 연장 계약을 위한 아무런 조치도 취해지지 않았고, 첼시는 그가 자유이적으로 떠나기 전인 2007년 8월 31일에 아스널에 매각했다.

### 아스널

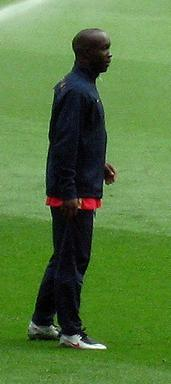
아스널의 디아라

2007년 8월 31일, 이적시장 말일, 그는 비공개 이적료에 아스널과 계약했다. 그는 프레드리크 융베리가 떠나면서 공석이 된 등번호 8번을 받았다. 디아라는 런던을 가로질러 아스널로 이적한 사유로 아르센 벵어 포병대 감독을 지목했고, 아스널의 경기 전개 방식도 그 이유로 꼽았다. 벵어는 프랑스의 유망주를 "다목적 선수"로 수식했고, 선수단에 도움이 될 보강이라 덧붙였다. 디아라는 세비야와의 UEFA 챔피언스리그 2007-08 안방 경기에서 막판에 교체로 포병대 선수로 데뷔하였고, 뉴캐슬 유나이티드와의 풋볼 리그 컵 경기에서 처음으로 90분을 소화했다. 그는 2007년 11월 24일에 위건 애슬레틱을 상대로 아스널의 프리미어리그 경기에 처음 출전했다. 아스널에서 마티외 플라미니가 주축 수비형 미드필더로 두각을 나타내면서, 디아라는 초반에 제한된 출전 기회를 잡았다. 그는 1군 출전 기회를 보장 받지 못한다고 판단해, 아스널에 합류한 지 5달 만인 2008년 1월에 £5.5M으로 추정되는 비공개 이적료에 포츠머스로 이적했다.

### 포츠머스
디아라는 2008년 1월 17일에 포츠머스로 둥지를 옮겼다. 그는 더비 카운티와의 경기에서 처음으로 선발 출전했고, 프래턴 파크 안방에서 벌어진 이 경기의 3-1 승리에 공헌했다. 그는 다음 경기인 풋볼 리그 챔피언십의 플리머스 아가일과 벌인 FA컵 4라운드 경기에서 첫 골을 기록했고, 2주 후에는 볼턴 원더러스를 상대로 막판 결승골을 성공시켰지만, 이 골은 논란의 대상이 되었다. 디아라는 결승전을 포함한 포츠머스의 남은 FA컵 경기에 출전해 우승에 일조했다. 그는 시즌 말에 프랑스 국가대표팀에 승선해 UEFA 유로 2008에 참가한 것으로 화룡점정을 찍었다. 국가대표팀 승선과 FA컵 우승은 그의 아스널과의 결별을 정당화했는데, 그는 "결정을 내린 것 그 이상"이었다고 말했다. 그는 맨체서터 유나이티드와의 2008 FA 커뮤니티 실드에 출전했지만, 승부차기를 놓쳐, 유나이티드에게 우승을 내주었다. 2008년 9월 18일, 그는 비토리아 드 기마량이스와의 경기에서 폼페이의 유럽 주요 대회 첫 골을 기록했는데, 이 골은 포츠머스에서의 3번째이자 마지막 골이었다. 2008년 9월 28일, 그는 토트넘 홋스퍼와의 프래턴 파크 안방 경기에서 경고 누적으로 첫 퇴장을 당했다.

### 레알 마드리드

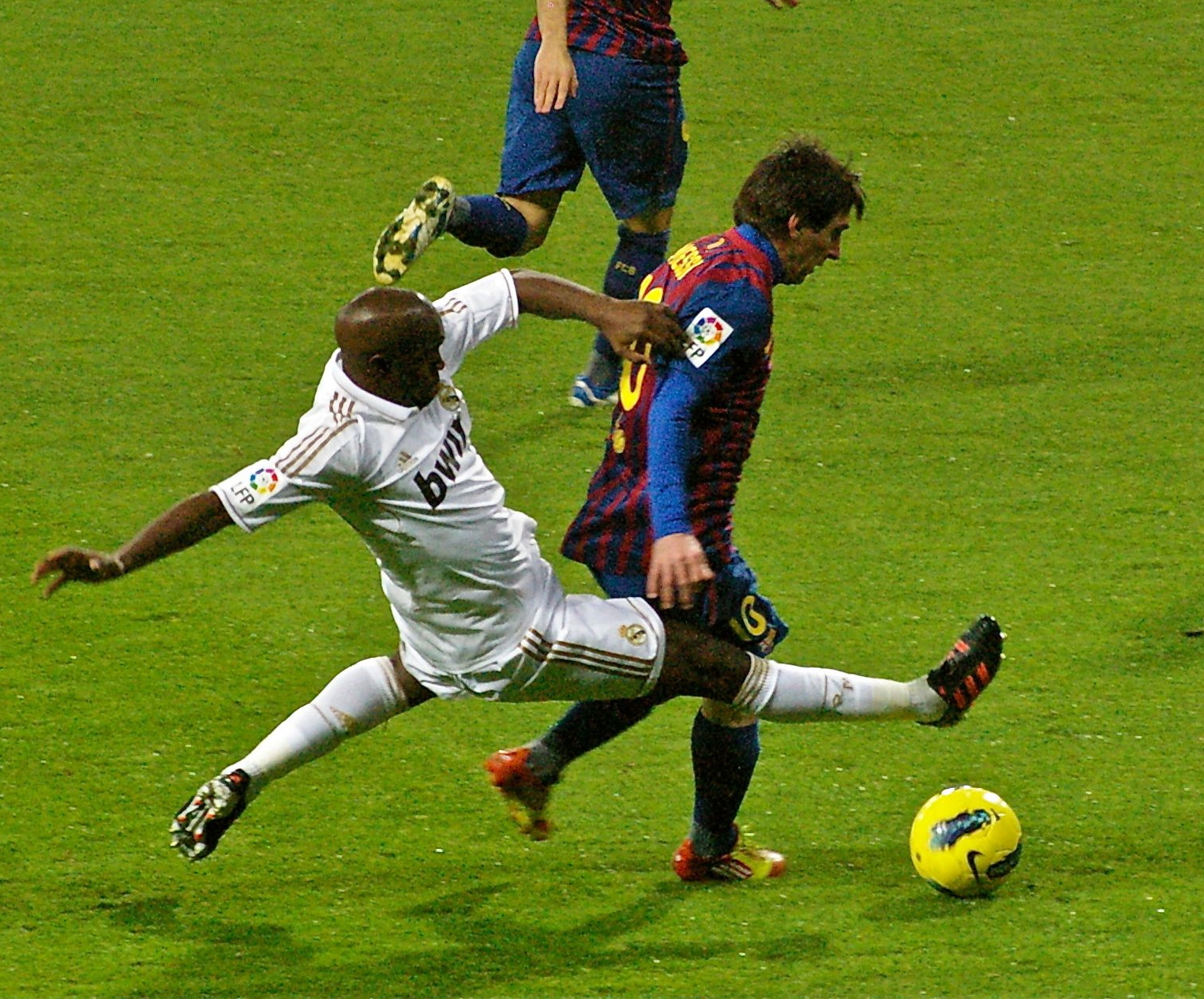
2011년 12월, 산티아고 베르나베우에서 벌어진 고전 더비 경기에서 리오넬 메시를 견제하는 디아라

2008년 12월 17일, 포츠머스는 레알 마드리드와 이적료를 놓고 합의를 보면서 2009년 1월 1일, €20M (£18.88M) 에 입단하게 되었고, 의료 검진을 받았다. €20M의 이적료는 이적 결정 닷새 후에 난 결정이었다. 그는 국내 대회에서 시즌 남은 기간 동안 중상으로 빠지게 될 말리의 미드필더인 마하마두 디아라가 사용하던 등번호 6번을 받았고, UEFA 챔피언스리그에서는 공석인 39번을 입게 되었다. 그는 마하마두와 이름 혼동을 피하기 위해 "라스" (Lass) 라는 칭호를 쓰게 되었다. 라사나 디아라의 이적은 2009년 1월 1일, 겨울 이적 시장 기간이 시작함과 동시에 마무리되었다. 마드리드는 디아라와 같은 겨울에 입단한 클라스-얀 휜텔라르를 UEFA 챔피언스리그 2008-09 선수단에 추가하려 했으나, 두 선수는 각각 전 소속 구단인 포스머스와 아약스에서 이미 UEFA컵 경기에 출전했었다. UEFA 규정은 두 선수들 중 한 명만 2009년 2월 1일까지 추가로 등록하는 것을 허락했고, 결국 디아라가 명단에 이름을 올렸다.
디아라는 처음 몇 달 간의 레알 마드리드 경기에서 벌인 활약으로 UEFA의 2008-09 라 리가 올해의 도약 선수의 선발 11명에 이름을 올렸다. 이 마드리드 선수는 세비야의 디에고 페로티와 함께 라 리가 11명에 이름을 올린 유이한 외국인 선수들이었다. UEFA 웹사이트에 따르면, 그가 "겨울 이적시작에 매우 짧은 경력에도 불구하고 레알 마드리드에 합류했지만, 짧은 기간 동안에 기대치가 높은 마드리드 지지자의 마음을 사로잡았다"고 설명했다.
2009-10 시즌, 그는 마하마두 디아라가 부상에서 복귀해 다시 6번을 가져가면서 베슬레이 스네이더르가 인테르나치오날레로 떠나 공석이 된 10번을 달게 되었다. 라사나 디아라는 데포르티보와의 라리가 2009-10 개막전에서 마드리드 이적 후로는 첫 골을 기록했는데, 그의 결승골로 3-2 승리를 챙길 수 있었다.
2010년 8월, 디아라가 마드리드의 이적 대상 목록에 이름을 올린 것으로 보고되었다. 그러나, 주제 모리뉴 감독은 디아라의 이름을 라리가 2010-11 시즌 개막전 선발 명단에 등록했다. 마드리드가 사미 케디라를 영입함에 따라, 디아라는 선수단에서 더 힘겨운 경쟁을 벌였다. 그러나, 모리뉴 감독은 그가 떠나지 않을 것임을 단정지었고, 디아라는 결국 선발로 출전했다.

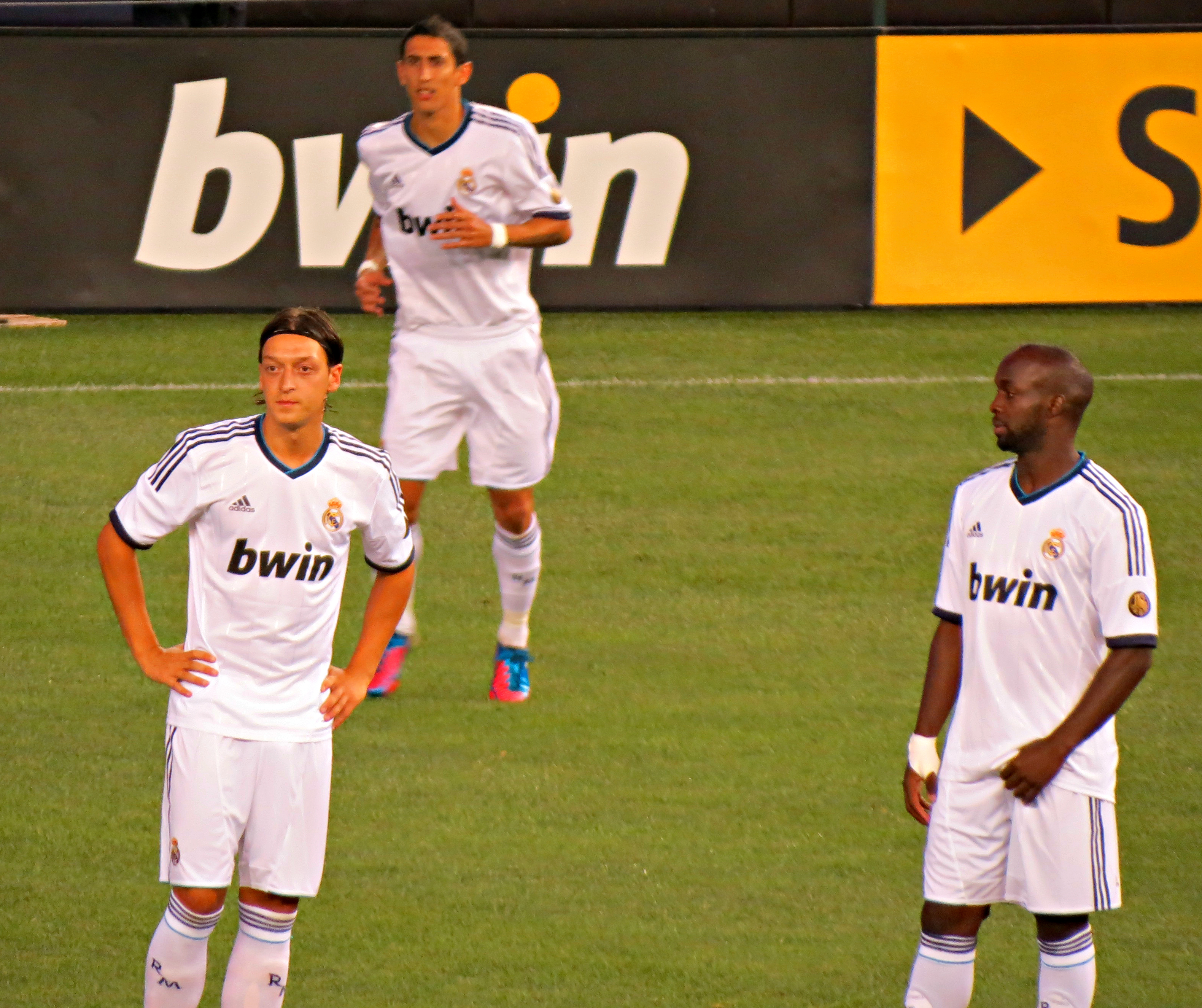
2012년, 메수트 외질과 앙헬 디 마리아와 촬영된 디아라

디아라는 선수단의 시즌 전 일정에 불참하면서 2011년 여름 이적 시장에서 레알 마드리드를 떠날 수 있다는 추측이 난무했지만, 구단에 잔류했고, 사미 케디라가 6번을, 메수트 외질이 10번을 가져가면서, 등번호가 24번으로 변경되었다.
디아라는 2011-12 시즌을 준수하게 보냈는데, 이 시즌에 라 리가 우승을 경험했다. 그는 2012년 시즌 전 일정에 참가해 2012년 수페르코파 데 에스파냐 우승을 차지했다. 그는 카카는 본래 떠날 것으로 추측되었지만, 그의 잔류를 위해 동료 미드필더인 에스테반 그라네로와 선수단에서 밀려난 것으로 추측되었다.

### 안지 마하치칼라
선수단에서 밀려난 디아라는 러시아의 스파르타크 모스크바와 연결되었다. 2012년 8월 31일, 이적시장 말일, 디아라는 비공개 이적료에 안지 마하치칼라와 4년 계약으로 합류했다. 그는 본래 임대로 합류할 예정이었으나, 구단이 계약을 영구 이적으로 결정했다.안지에 합류한 후, 디아라는 그가 구단에 합류한 것에 대해 설명했고, 사뮈엘 에토가 합류를 설득했고, 금전적인 이유는 없었다고 덧붙였다.

### 로코모티프 모스크바

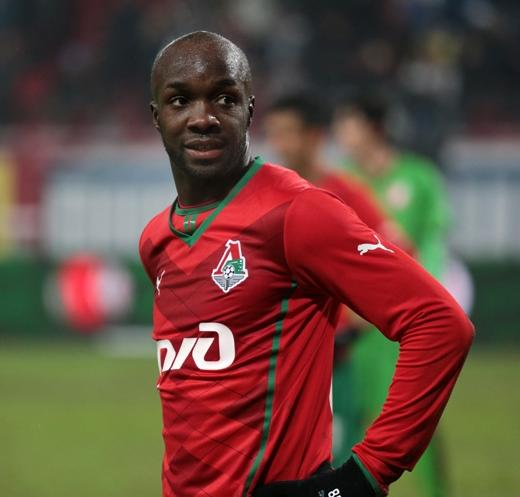
2013년, 로코모티프 모스크바의 디아라

안지가 재정적 문제로 선수단 전부를 이적 대상으로 붙이면서, 다수의 구단이 디아라의 영입에 관십을 가졌다. 모나코와 파리 생제르맹이 그를 프랑스로 복귀시키려 하는 것으로 추측되었다. 그러나, 그는 2013년 8월 20일에 로코모티프 모스크바와 4년 계약을 맺고 이적해 등번호 85번을 받았다. 그는 로코모티프 역사상 두번째로 가장 높은 이적료가 소요된 선수로, 그보다 더 많은 이적료가 든 선수는 음바르크 바우사우파로 같은 해 여름에 안지 마하치칼라에서 €15M에 입단했다. 그는 제니트 상트페테르부르크와 톰 톰스크를 상대로 벌인 처음 두 경기에 연달아 퇴장을 당했지만, 디아라는 재빨리 주전 지위를 차지했고, 드미트리 타라소프와 함께 수비형 미드필더로 임무를 수행했다. 로코모티프에서의 처음 두 달 동안, 디아라는 차분하게 활약해 러시아 프리미어리그 역사상 가장 강인한 선수라는 찬사를 받기도 했다. 그의 선수단에 미치는 영향력은 크게 드러났다: 2013년 11월과 12월, 그는 로코모티프 지지자들이 사회 매체에서 실시한 투표를 통해 이 달의 선수로 두 달 연속 선정되었다. 겨울 휴식기 후, 디아라는 11번의 경기 중 5번만 출전했고, 평소보다 부진한 활약을 펼쳤다.
2014년 여름에 이르러 디아라의 로코모티프에서의 상황은 난처해졌는데, 레오니드 쿠추크 감독과 마찰을 겪었다. 상황은 구단이 디아라의 급여를 줄이는 것으로 확대되었는데, 그는 거절의 표시로 훈련을 거부했다. 로코모티프는 2014년 8월, 계약 기간이 2017년에 만료될 정도로 한참 남은 가운데 디아라를 훈련장에 결석한 죄로 쫓았다. 구단은 디아라가 계약을 파기하려 한 데에 배상을 요구하기에 이르었고, FIFA는 계약 논쟁에 관한 문제가 해결되지 않는 한 다른 구단에서 프로로 출전할 수 없게 되었다. 결국 쿠추크 감독은 2014년 9월에 경질되었다.
디아라는 구단을 떠나면서 셀틱 글래스고, 인테르나치오날레, 뉴캐슬 유나이티드, 퀸스 파크 레인저스, 그리고 웨스트 햄 유나이티드 등 몇몇 주요 유럽 구단의 제의를 받았다.
2016년 5월 28일, 디아라는 체육 중재 재판소 (CAS)의 판결에 따라 로코모티프 모스크바에 €10M의 벌금을 물었고, CAS에도 €110,000을 냈다. 그에게 축구 프로 무대 출장, 급여 지급 정지 징계도 이미 내려진 상황에 가중되어 내려졌다.

### 마르세유
2015년 7월 24일, 디아라는 프랑스 리그 1의 마르세유와 계약했다. 로코모티프 모스크바를 떠난 2014년 8월, FIFA는 원 소속 구단인 로코모티프와의 계약 분쟁이 해결되지 않는 한 타 구단의 프로 경기에 출전하는 것을 금지당했다. 디아라는 8월 23일, 마르세유가 트루아를 6-0으로 완파한 경기에 첫 출전했고, 마르세유에서의 첫 골도 기록했으며, 패스 성공률 100%도 기록했다. 2015-16 시즌 후, 디아라는 UNFP에 의해 리그 1 올해의 팀 일원으로 선정되었다.
2016년 8월 11일, 디아라는 크리스털 팰리스로 떠난 스테브 망당다로부터 구단의 주장 완장을 받았다. 그러나, 10월에 뤼디 가르시아가 마르세유의 후임 감독으로 취임하면서, 디아라의 구단에 대한 충성심에 의혹이 제기되었고, 그의 완장은 임대로 입단한 바페팀비 고미스가 가져갔다.

## 국가대표팀 경력

### 청소년 국가대표팀
디아라는 프랑스 U-21 국가대표팀 일원으로 18경기에 출전했다. 그가 치른 주요 경기로는 잉글랜드와 마르셀 피코에서 벌인 2005년 11월의 2006년 UEFA U-21 축구 선수권 대회 예선 2차전 일전이 있다. 경기 종료를 몇 분 앞두고 연장전으로 이어질 것이 유력한 상황 (당시 합계 2-2로 동률이었다.) 에서, 그는 잉글랜드 페널티 구역에서 공을 잡은 뒤 키어런 리처드슨에 의해 넘어졌다. 반칙 유도로 얻어낸 페널티킥은 지미 브리앙이 스콧 카슨을 너머 집어넣었다. 합계 3-2로 이긴 프랑스는 포르투갈에서 열린 본선에 진출했다.

### 성인 국가대표팀
디아라는 2007년 3월 24일, 리투아니아와의 UEFA 유로 2008 예선 원정 경기를 앞두고 레몽 도메네크 감독에 의해 성인 국가대표팀에 차출되었다. 그는 클로드 마켈렐레와 제레미 툴랄랑과 함께 중원을 맡아 90분을 소화했다. 그는 같은 해, 오스트리아와의 2007년 3월 28일자 친선경기에도 차출되었다. 디아라는 2008년에 소속 구단에서 꾸준한 활약을 펼쳐 지브릴 시세나 마티외 플라미니 같은 높은 주가의 선수들을 제치고 UEFA 유로 2008에 참가했다. 그러나, 프랑스는 UEFA 유로 2008의 조별 리그에서 탈락했고, 디아라 또한 프랑스가 참가한 조별 리그 3경기에 모두 결장했다. 국가대표팀 동료이자 수비형 미드필더인 클로드 마켈렐레가 은퇴한 후, 디아라는 2008년 8월 20일에 스웨덴과의 친선전을 앞두고 도메네크의 프랑스 대표팀에 차출되었다. 2010년 FIFA 월드컵 예선 일정이 끝난 시점에 디아라는 프랑스 대표로 26경기에 출전했다.
2010년 5월 11일, 디아라는 도메네크 감독에 의해 2010년 FIFA 월드컵에 참가할 예비 명단에 이름을 올렸다. 그는 추려져 나온 명단에도 이름을 올려 주전으로 제레미 툴랄랑과 중원을 맡을 것으로 예상되었다. 그러나, 5월 22일, 티뉴의 고지대 지방에서 국가대표팀 훈련에 임하던 도중, 디아라는 환경에 적응하지 못해 극심한 복통과 위경련으로 선수단에서 제외되었다. 의료 검진 후, 디아라는 알려지지 않은 기간 만큼 휴식이 필요한 것으로 드러났다. 그의 소속 구단인 레알 마드리드는 나중에 디아라는 적혈구가 비정상적으로, 구겨지고, 낫 형태로 나오는 유전병인 겸형 적혈구 빈혈증의 합병증 증상으로 의료 조언에 따라 귀가하여 휴식을 취하는 것으로 밝혀졌다.
거의 5년 동안 국제 무대에 출전하지 못한 디아라는 2015-16 시즌 초반의 우수한 활약을 바탕으로 프랑스 국가대표팀에 깜짝 복귀했다. 대표팀에 복귀한 후, 디디에 데샹 프랑스 국가대표팀 감독은 악전고투를 펼치는 마르세유에서 디아라가 펼친 활약이 그가 차출된 계기라고 설명했다.
2016년 5월 12일, 디아라는 UEFA 유로 2016에 프랑스 국가대표팀 일원으로 참가하는 것이 확정되었다. 2016년 5월 30일, 그는 카메룬과의 친선전에서 전반전을 뛴 후, 후반 시작을 앞두고 은골로 캉테와 교체되어 나갔다. 그러나, 디아라는 왼쪽 무릎이 부풀어 오르면서 선수단에서 제외되었다. 그를 대신한 선수는 맨체스터 유나이티드의 모르강 슈네들랭이었다.

## 플레이스타일
디아라는 수비형 미드필더 치고는 대체적으로 공을 잘 다루며, 수비에서의 체격적 강인함으로 찬사를 받았다. 다재다능함으로, 마드리드의 라 세스타 방송은 그를 조커 (todocampista) 로 수식했다.

## 사생활
디아라는 이슬람 교도이다. 2015년 11월 13일, 그의 사촌 아스타 디아키테는 파리의 연쇄 테러리스트 공격에 목숨을 잃었다. 당시 디아라는 파리 북쪽 외곽의 생드니에 위치한 스타드 드 프랑스에서 프랑스 국가대표로 독일과 친선전을 벌이고 있었다. 3명의 자폭 테러리스트가 같은 시간에 경기장 테러를 시도하기도 했다.

## 경력 통계

### 클럽 기록
2017년 2월 2일 기준
| 클럽                | 시즌      | 리그 | 리그 | 리그 | 컵   | 컵 | 컵   | 챔피언스리그 | 챔피언스리그 | 챔피언스리그 | 유로파리그 | 유로파리그 | 유로파리그 | 합계 | 합계 | 합계 |
| 클럽                | 시즌      | 출장 | 골   | 도움 | 출장 | 골 | 도움 | 출장         | 골           | 도움         | 출장       | 골         | 도움       | 출장 | 골   | 도움 |
| ------------------- | --------- | ---- | ---- | ---- | ---- | -- | ---- | ------------ | ------------ | ------------ | ---------- | ---------- | ---------- | ---- | ---- | ---- |
| 르 아브르           | 2004–05   | 29   | 0    | 0    | 1    | 0  | 0    | –            | –            | –            | –          | –          | –          | 30   | 0    | 0    |
| 르 아브르           | 합계      | 29   | 0    | 0    | 1    | 0  | 0    | 0            | 0            | 0            | 0          | 0          | 0          | 30   | 0    | 0    |
| 첼시                | 2005–06   | 3    | 0    | 0    | 2    | 0  | 0    | 2            | 0            | 0            | –          | –          | –          | 7    | 0    | 0    |
| 첼시                | 2006–07   | 10   | 0    | 0    | 8    | 0  | 0    | 5            | 0            | 1            | –          | –          | –          | 23   | 0    | 1    |
| 첼시                | 2007–08   | 0    | 0    | 0    | 1    | 0  | 0    | –            | –            | –            | –          | –          | –          | 1    | 0    | 0    |
| 첼시                | 합계      | 13   | 0    | 0    | 11   | 0  | 0    | 7            | 0            | 1            | 0          | 0          | 0          | 31   | 0    | 1    |
| 아스널              | 2007–08   | 7    | 0    | 0    | 3    | 0  | 0    | 3            | 0            | 0            | –          | –          | –          | 13   | 0    | 0    |
| 아스널              | 합계      | 7    | 0    | 0    | 3    | 0  | 0    | 3            | 0            | 0            | 0          | 0          | 0          | 13   | 0    | 0    |
| 포츠머스            | 2007–08   | 12   | 1    | 0    | 5    | 1  | 0    | –            | –            | –            | –          | –          | –          | 17   | 2    | 0    |
| 포츠머스            | 2008–09   | 12   | 0    | 0    | 1    | 0  | 0    | –            | –            | –            | 2          | 1          | 0          | 15   | 1    | 0    |
| 포츠머스            | 합계      | 24   | 1    | 0    | 6    | 1  | 0    | 0            | 0            | 0            | 2          | 1          | 0          | 32   | 3    | 0    |
| 레알 마드리드       | 2008–09   | 19   | 0    | 3    | 0    | 0  | 0    | 2            | 0            | 0            | –          | –          | –          | 21   | 0    | 3    |
| 레알 마드리드       | 2009–10   | 23   | 1    | 1    | 1    | 0  | 0    | 6            | 0            | 0            | –          | –          | –          | 30   | 1    | 1    |
| 레알 마드리드       | 2010–11   | 26   | 0    | 2    | 3    | 0  | 1    | 10           | 0            | 1            | –          | –          | –          | 39   | 0    | 4    |
| 레알 마드리드       | 2011–12   | 17   | 0    | 0    | 4    | 0  | 0    | 4            | 0            | 1            | –          | –          | –          | 25   | 0    | 1    |
| 레알 마드리드       | 2012–13   | 2    | 0    | 0    | 0    | 0  | 0    | –            | –            | –            | –          | –          | –          | 2    | 0    | 0    |
| 레알 마드리드       | 합계      | 87   | 1    | 6    | 8    | 0  | 1    | 22           | 0            | 1            | 0          | 0          | 0          | 117  | 1    | 9    |
| 안지 마하치칼라     | 2012–13   | 14   | 0    | 0    | 3    | 1  | 0    | –            | –            | –            | 7          | 0          | 0          | 24   | 1    | 0    |
| 안지 마하치칼라     | 2013–14   | 4    | 0    | 0    | 0    | 0  | 0    | –            | –            | –            | –          | –          | –          | 4    | 0    |      |
| 안지 마하치칼라     | 합계      | 18   | 0    | 0    | 3    | 1  | 0    | 0            | 0            | 0            | 7          | 0          | 0          | 28   | 1    | 0    |
| 로코모티프 모스크바 | 2013–14   | 17   | 1    | 1    | 0    | 0  | 0    | –            | –            | –            | –          | –          | –          | 17   | 1    | 1    |
| 로코모티프 모스크바 | 합계      | 17   | 1    | 1    | 0    | 0  | 0    | 0            | 0            | 0            | 0          | 0          | 0          | 17   | 1    | 1    |
| 마르세유            | 2015-16   | 26   | 1    | 2    | 2    | 0  | 0    | –            | –            | –            | 4          | 0          | 0          | 32   | 1    | 2    |
| 마르세유            | 2016–17   | 11   | 0    | 1    | 0    | 0  | 0    | 0            | 0            | 0            | 0          | 0          | 0          | 11   | 0    | 0    |
| 마르세유            | 합계      | 37   | 1    | 2    | 2    | 0  | 0    | 0            | 0            | 0            | 4          | 0          | 0          | 43   | 1    | 2    |
| 경력 합계           | 경력 합계 | 232  | 4    | 8    | 34   | 2  | 1    | 32           | 0            | 2            | 13         | 1          | 0          | 311  | 7    | 12   |

### 국가대표팀 기록
2016년 5월 30일 기준
| 국가대표팀 | 연도 | 출장 | 골 |
| ---------- | ---- | ---- | -- |
| 프랑스     | 2007 | 9    | 0  |
| 프랑스     | 2008 | 7    | 0  |
| 프랑스     | 2009 | 10   | 0  |
| 프랑스     | 2010 | 2    | 0  |
| 프랑스     | 2011 | –    | –  |
| 프랑스     | 2012 | –    | –  |
| 프랑스     | 2013 | –    | –  |
| 프랑스     | 2014 | –    | –  |
| 프랑스     | 2015 | 3    | 0  |
| 프랑스     | 2016 | 3    | 0  |
| 프랑스     | 합계 | 34   | 0  |

## 수상 내역

### 클럽
첼시
- FA컵: 2006–07[71]
- 풋볼 리그 컵: 2006–07[6]

포츠머스
- FA컵: 2007–08[22]

레알 마드리드
- 라 리가: 2011–12[69]
- 코파 델 레이: 2010–11[69]
- 수페르코파 데 에스파냐: 2012[69]

### 개인
- 첼시 올해의 신인 선수: 2005–06[6]
- 선수 선정 첼시 올해의 선수: 2005–06
- UNFP 올해의 팀: 2015–16